# Li Jinyu (patinage de vitesse)
Pour les articles homonymes, voir Li Jinyu.
Dans ce nom chinois, le nom de famille, Li, précède le nom personnel.
Li Jinyu (chinois : 李靳宇, née le 30 janvier 2001 est une patineuse de vitesse sur piste courte chinoise. Elle fait partie de l'équipe olympique chinoise pour les jeux olympiques d'hiver de 2018. Elle participe à l' épreuve du 1 500 mètres et remporte la médaille d'argent.